# باول أندرسون (سياسي أمريكي)
باول أندرسون (بالإنجليزية: Paul Anderson)‏ هو سياسي أمريكي، ولد في 1 يونيو 1951 في ستاربوك في الولايات المتحدة. حزبياً، نشط في الحزب الجمهوري لمينيسوتا ‏ والحزب الجمهوري. وقد انتخب عضو مجلس نواب مينيسوتا.

## وصلات خارجية
- الموقع الرسمي